# Groene Hilledijk

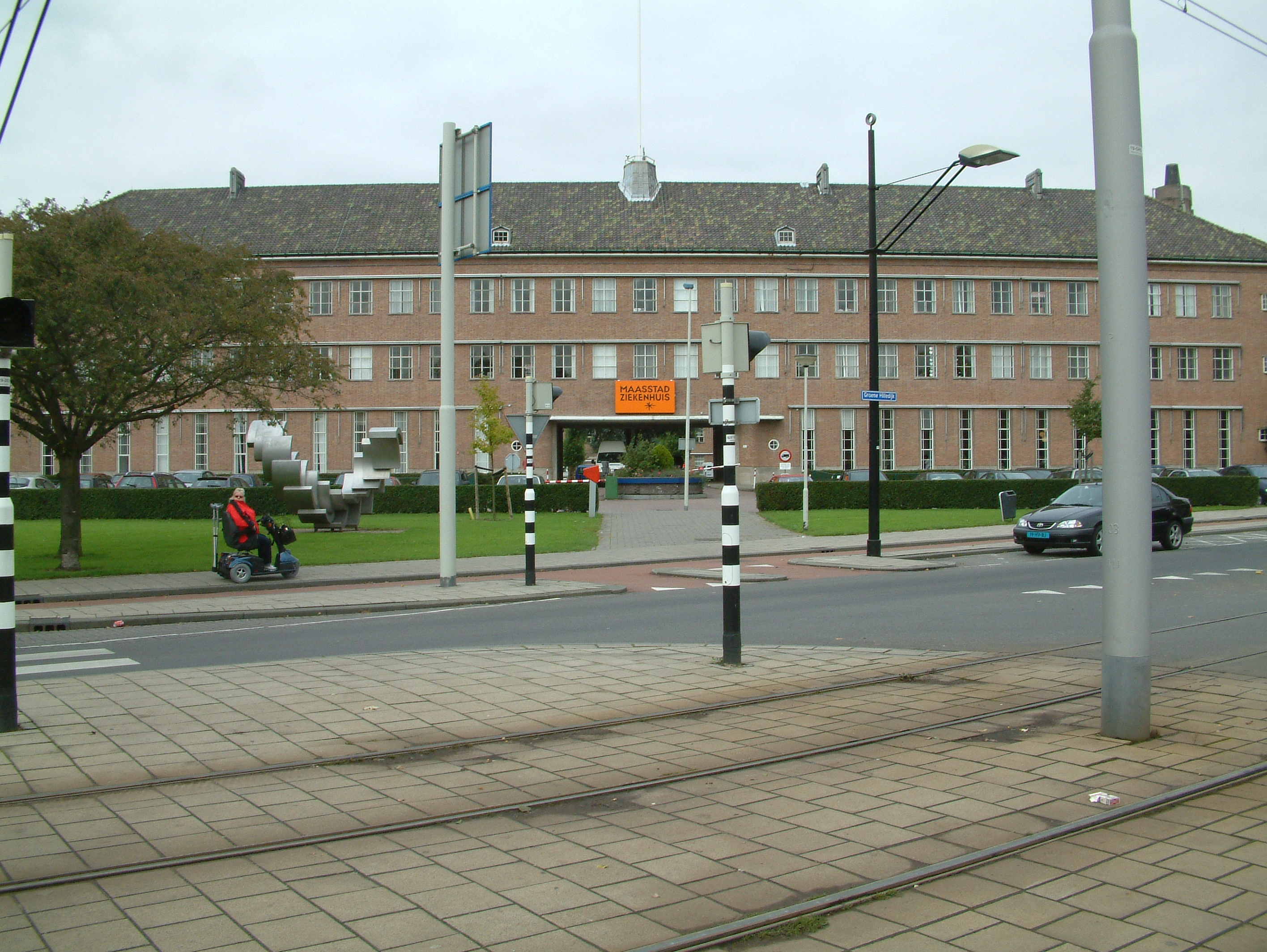
Maasstad Ziekenhuis aan de Groene Hilledijk, 2008

De Groene Hilledijk is een weg op Rotterdam-Zuid in de deelgemeente Feijenoord. Hij verbindt de Beijerlandselaan via de Strevelsweg met de Dordtsestraatweg en doorkruist de Hillevliet, het Sandelingplein, de Strevelsweg en de Groenezoom.
In feite bestaat de Groene Hilledijk uit twee gedeelten. Het noordelijke gedeelte vormt samen met de Beijerlandselaan een drukke winkelstraat met veel detailhandel en is tevens de grens tussen de wijken Bloemhof en Hillesluis. Het zuidelijke gedeelte vanaf de Strevelsweg is slechts aan één kant van bebouwing voorzien en loopt door Tuindorp Vreewijk. Ook het oude pand van het voormalige Zuiderziekenhuis (thans Maasstad Ziekenhuis) ligt aan de weg.
Tussen 1898 en 1957 reden over de Groene Hilledijk de stoomtrams van de RTM die Rotterdam met IJsselmonde en de Hoeksche Waard verbonden. Tegenwoordig rijdt tramlijn 5 over het zuidelijke deel van de dijk.
Afrikaanderplein ·
Atjehstraat ·
Beijerlandselaan ·
Brede Hilledijk ·
Brielselaan ·
Boulevard Zuid ·
Charloisse Lagedijk ·
Coen Moulijnweg ·
Dordtselaan ·
Dordtsestraatweg ·
Dorpsweg ·
Goereesestraat ·
Groene Hilledijk ·
Groene Kruisweg ·
Grondherendijk ·
Katendrechtse Lagedijk ·
Kerkwervesingel ·
Kromme Zandweg ·
Laan op Zuid ·
Lange Hilleweg · 
Maastunnelplein ·
Mijnsherenlaan ·
Oldegaarde ·
Oranjeboomstraat ·
Pendrechtseweg ·
Plein 1953 ·
Pleinweg ·
Pretorialaan ·
Prins Hendrikkade ·
Riederlaan · 
Rosestraat ·
2e Rosestraat .
Slinge ·
Smeetlandsedijk · 
Stadionweg ·
Stieltjesplein ·
Stieltjesstraat ·
Strevelsweg ·
Vaanweg ·
Veerlaan ·
Vondelingenweg ·
Wilhelminakade ·
Wilhelminaplein ·
Zuiderpark ·
Zuiderparkweg ·
Zuidplein